# Il sole dentro di me
Il sole dentro di me è un singolo del cantautore italiano Pino Daniele, pubblicato il 26 febbraio 2009 come primo estratto dall'EP Electric Jam.

## Descrizione
Il brano, che vede la partecipazione vocale del rapper J-Ax, è stato pubblicato come singolo digitale il 26 febbraio 2009 ed è entrato in rotazione radiofonica in Italia a partire dal successivo 6 marzo.

## Tracce
1. Il sole dentro di me (feat. J-Ax) – 4:16